# Camill Hepp
Camill Hepp (* 6. April 1880 in Saulgau; † 23. Dezember 1939 in Meckenbeuren) war ein deutscher Politiker (Zentrum).

## Leben
Hepp studierte von 1899 bis 1903 Rechtswissenschaften in Tübingen und München. Er war Mitglied der katholischen Studentenverbindung AV Guestfalia Tübingen im CV. 1907 legte er das zweite juristische Staatsexamen und danach war er als Rechtsanwalt in Ravensburg tätig.
1919 wurde auf Platz 21 der Landesliste in der Verfassungsgebende Landesversammlung des freien Volksstaates Württemberg gewählt. Er legte sein Mandat zum 6. September 1919 nieder, da er der Wahl nur unter der Bedingung zugestimmt hatte, dass die verfassungsgebende Landesversammlung nur wenige Monate bestehen werde. Für ihn rückte Paul Möhler nach.
Hepp war katholisch und seit 1907 mit Maria Elisabeth Dreher verheiratet.